# Урманов, Рифат Нурович
Рифа́т Ну́рович Урма́нов (14 мая 1924 с. Кандры, Туймазинский район, Башкирская АССР, РСФСР ― 19 октября 2006, Екатеринбург, Российская Федерация) ― советский инженер-электрик, доктор технических наук (1974), профессор (1975), ректор Уральского института инженеров железнодорожного транспорта (1974—1987), Заслуженный работник транспорта РСФСР (1984).

## Биография
Родился 14 мая 1924 года в селе Кандры, Туймазинский район, Башкирская АССР, РСФСР.
Во время Великой Отечественной войны был мобилизован в ряды Красную армию, где воевал механиком-водителем танка. В составе отдельного 63-го тяжелого танкового полка прошёл путь от Орши до Берлина. День Победы встретил на берегах Эльбы.
В 1951 году окончил Уральский политехнический институт по специальности «Инженер-электрик». В том же году начал работать в этом институте. В 1954 году защитил диссертацию на соискание учёной степени кандидата технических наук (1954),
В 1959 году перешёл на работу в Уральский институт инженеров железнодорожного транспорта, где начал преподавать доцентом, затем был назначен заведующим кафедрой и проректором по научной работе. В 1974 году Урманов стал ректором этого института. Возглавлял вуз до 1987 года.
В 1974 году успешно защитил докторскую диссертацию, через год был избран профессором.
Проводил научные исследования в области разработки полупроводниковых преобразователей с тяговыми трансформаторами и бесконтактным автоматическим регулированием напряжения управляемыми реакторами и системами автоматики. Занимался теорией электрических цепей с полупроводниками и мостовых преобразователей. Многие его разработки были внедрены на железных дорогах СССР.
Написал более 180 научных работ, в том числе три монографии. Среди его учеников двое стали докторами и 18 кандидатами наук. Получил 12 авторских свидетельств на изобретения.
Награждён знаком «Почетный железнодорожник» в 1964 году. В 1984 году за большой вклад в развитии железнодорожного транспорта Рифат Урманов был удостоен почётного звания «Заслуженный работник транспорта РСФСР». Также награждён Орденами Отечественной войны I и II степени (1943, 1945, 1985), Красной Звезды (1944, 1945), Трудового Красного Знамени (1981), Дружбы народов (1981), «Знак Почёта» (1961) и медалями «За освобождение Варшавы» и «За взятие Берлина».
Скончался 19 октября 2006 года в Екатеринбурге.

## Награды и звания
- Орден Отечественной войны I и II степени (1943, 1945, 1985)
- Орден Красной Звезды (1944, 1945)
- Медаль «За освобождение Варшавы»
- Медаль «За взятие Берлина»
- Орден Трудового Красного Знамени (1981)
- Орден Дружбы народов (1981)
- Орден «Знак Почёта» (1961)
- Заслуженный работник транспорта РСФСР (1984)
- Знак «Почетный железнодорожник» (1964)